# Imprensa Islâmica Afegã
Imprensa Islâmica Afegã, ou Afghan Islamic Press (افغان اسلامي اژانس), ou simplesmente AIP, é uma agência de notícias afegã baseada em Peshawar, no Paquistão. Foi criada em 1982, durante a ocupação soviética do Afeganistão, por Muhammad Yaqub Sharafat. Sharafat era o sobrinho do Yunis Maulavi Khales, um dos líderes do movimento guerrilha mujahedin anti-soviético. A agência descreveu o seu trabalho como uma contribuição para a jihad anti-soviética.
Depois que o Talibã tomaram o poder no Afeganistão em 1996, alguns críticos acusaram AIP de fazer propaganda em nome do movimento. O governo dos Estados Unidos fez tais acusações, em especial durante a invasão do Afeganistão pelos Estados Unidos em 2001, em que as forças aéreas dos EUA bombardearam alvos talibãs/talibans, permitindo que os inimigos do movimento no Afeganistão (como a Aliança do Norte) derrubá-lo.  Durante esta fase da guerra do Afeganistão, a agência informou pesadamente em mortes de civis causadas pelos ataques aéreos dos EUA e foi citado pela imprensa internacional e pelos escritores anti-guerra como a Universidade de New Hampshire, professor de economia Marc Herold.
A AIP também foi acusada de ser porta-voz e propaganda do regime Taliban, já que a agência afegã é próxima aos ideais defendido pelo governo, pela imprensa internacional, já que a agência nunca divulgou notícias negativas sobre o regime.
AIP nega acusações de propaganda e diz que tem preservado a sua independência, recusando-se o financiamento de governos, grupos políticos ou organizações não-governamentais. Diz que requer três fontes independentes de suas histórias.
Porém, com a queda e a rendição do regime Taliban, a agência praticamente sumiu de cena internacional, ao contrário da TV Al-Jazeera, mas mantém site em inglês e em pashto. Inclusive o jornal diário.